# Grammos
Grammos (řecky Γράμος) je pohoří nacházející se většinou své plochy v Řecku (prefektury Ioannina a Kastoria) a jen malým dílem v jihovýchodní Albánii. Nejvyšším vrcholem je Maja e Çukapeçit (2 520 m). Grammos bývá často řazen do horského systému rozlehlého pohoří Pindos, a to jako jeho severozápadní část.

## Charakteristika
Délka masivu je až 30 km, jeho maximální šířka pak 20 km. Většinu povrchu tvoří hustý lesní porost s převažujícími borovicemi piniemi.

## Historie
Roku 1949, během bitev řecké občanské války, bylo pohoří opevněnou komunistickou baštou.